# قشلاق ملارد
قشلاق ملارد، روستایی از توابع بخش مرکزی شهرستان ملارد در استان تهران ایران است.

## جمعیت
این روستا در دهستان ملارد شمالی قرار دارد و براساس سرشماری مرکز آمار ایران در سال ۱۳۹۵، جمعیت آن ۵٬۱۱۰ نفر (۱۴۵۲ خانوار) بوده‌است.